# Die Wichtelkinder

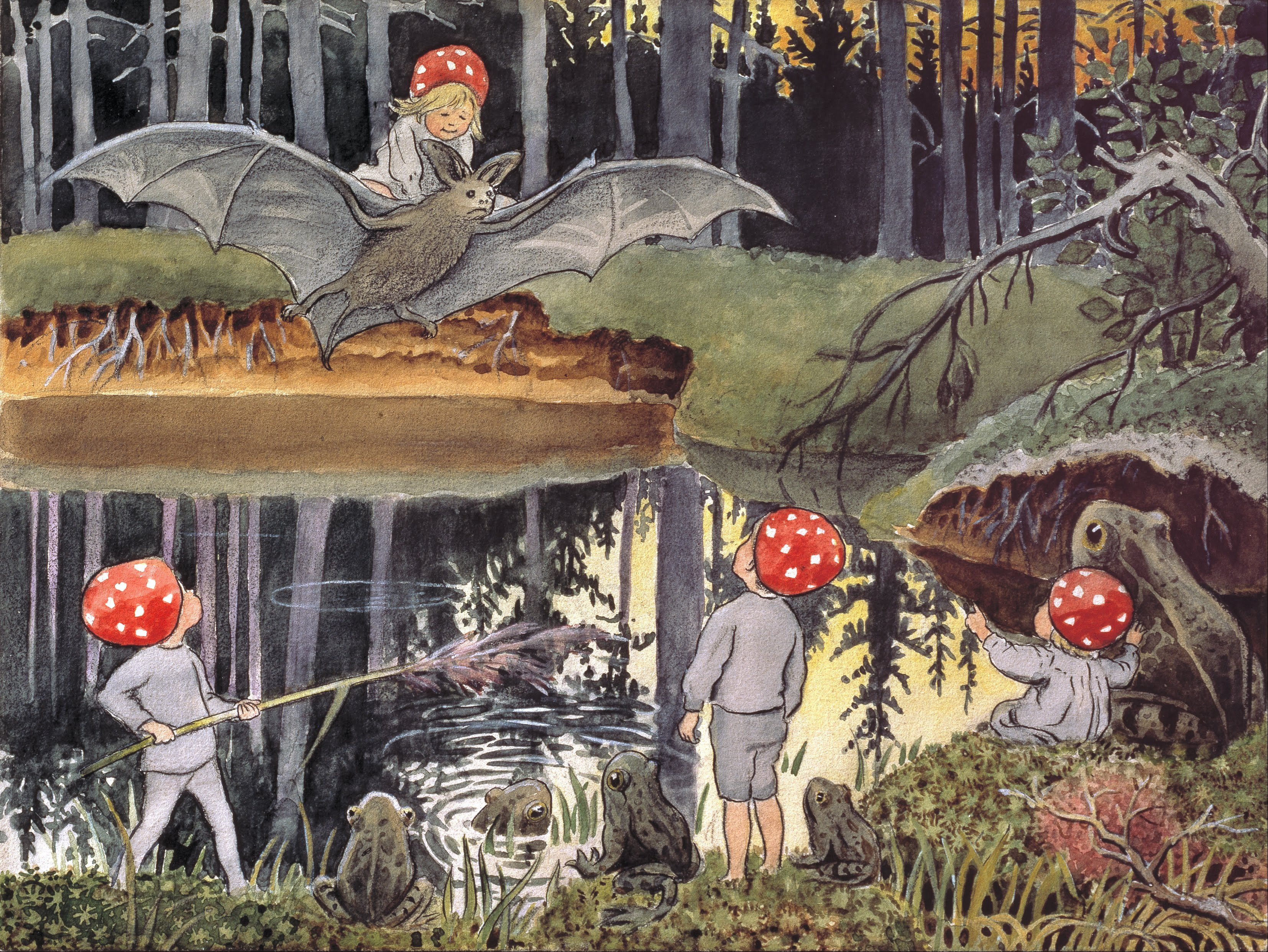
Elsa Beskow: Tomtebobarnen, Farbtafel

Die Wichtelkinder (schwedischer Originaltitel Tomtebobarnen) ist ein Bilderbuch der schwedischen Kinderbuchautorin und Illustratorin Elsa Beskow, das im Jahr 1910 beim Verlag Albert Bonniers veröffentlicht wurde. Die deutsche Erstausgabe erschien 1977 beim Carlsen Verlag.

## Inhalt
Unter den Wurzeln einer Kiefer lebt die Wichtelfamilie, bestehend aus Vater und Mutter Wichtel sowie vier Wichtelkindern. In dieser heilen Welt tragen die Kinder runde rot-weiße Kopfbedeckungen, die es ihnen ermöglichen, sich bei Gefahr als Fliegenpilze zu tarnen. Sie spielen mit den Eichhörnchen Verstecken, plaudern mit den Fröschen im Teich oder fliegen eine Runde auf dem Rücken der Fledermaus. Als eines Tages eine Schlange die Wichtelkinder bedroht, eilt der Vater zu Hilfe und erlegt die Viper mit seinem Birken-Speer. Als die Wichtelbuben sich selbst Speere schnitzen und damit in einem Ameisenhaufen stochern, wehren sich die Ameisen und die beiden Wichtelbuben müssen sich belehrende Worte ihrer Mutter anhören. Neben vielen Tieren lebt im Wald auch ein alter Troll, der die seiner Höhle zu nahe gekommenen Wichtelkinder in die Flucht schlägt, indem er sie erschreckt und sich dabei köstlich amüsiert.
Im Herbst sammeln die Wichtelkinder unter der Anleitung des Vaters Beeren, Pilze und Nüsse, um mit diesen Vorräten über den Winter zu kommen. Wollgras verarbeitet die Wichtelmutter zu warmen Kleidern und Decken für die kalte Jahreszeit. Die Tage werden kürzer und manchmal tauchen Elfen im Nebel auf, mit denen die Wichtelkinder gemeinsam spielen. Die drei älteren Wichtelkinder gehen zusammen mit vielen anderen Jungtieren des Waldes bei Frau Eule zur Schule, um dort alles Wichtige über das Leben im Wald und seine Gefahren zu lernen.
Im Winter sammeln die Wichtelkinder Holz fürs Feuer und wenn es das Wetter erlaubt spielen sie gemeinsam mit dem Hasen oder spannen diesen vor einen Schlitten. Wenn es sehr kalt ist, teilt die Wichtelfamilie ihre Vorräte mit anderen Tieren. Abends erzählt Vater Wichtel den Kindern bei wohligem Kaminfeuer Geschichten von Trollen und Elfen, die er selbst von seinem Vater gehört hat.
Schließlich kündigt sich der Frühling an und die Wichtelkinder tollen aufgeregt im auftauenden Wald herum. Dass sie dabei nass und schmutzig werden, kümmert sie nicht, da Wichtelkinder sich nie eine Erkältung einfangen. Der ganze Wald erwacht mit neuem Leben – und auch in der Wichtelfamilie gibt es Nachwuchs in Form eines kleinen, runden rosa Wichtelbabys.

## Rezeption
Charlotte Celsing schreibt in ihrer Rezension: „In diesem meisterhaft illustrierten Werk finden sich realistische Detaildarstellungen neben rein der Phantasie entsprungenen Schöpfungen. Beskow sagte, Kinder würden in ihren Motiven Vertrautes wiedererkennen: ‚Das Wunderbare an Kindern ist, dass sie uns auf halbem Wege entgegenkommen. Wüßte man dies nicht, würde man nicht zu schenken wagen, was man hat.‘“

## Referenzen
Die Wichtelkinder ist in dem literarischen Nachschlagewerk 1001 Kinder- und Jugendbücher – Lies uns, bevor Du erwachsen bist! für die Altersstufe 3+ Jahre enthalten.

## Ausgaben
- Tomtebobarnen. Albert Bonniers, Schweden 1910 (schwedisch).
- Die Wichtelkinder. Carlsen, 1977.